# Brett Tucker
Brett Tucker est un acteur australien né le 21 mai 1972 à Melbourne, Australie. Il est connu notamment pour avoir joué le rôle de Max Regnery dans la série télévisée Grand Galop.

## Biographie
Brett Tucker est né le 21 mai 1972 à Melbourne, Australie. Ses parents sont Janice et Ken Tucker.
Il a deux frères, Mark et David Tucker et une sœur, Nicky Tucker.
Il est diplômé en 1996 du National Theatre Drama School de Melbourne.

## Carrière
Il commence sa carrière dans le soap australien Les Voisins en 1992, jusqu'en 1996. Il revient par la suite de manière récurrente jusqu'en 2009.
En 2002, il tourne aux côtés de Naomi Watts dans Un mystérieux étranger de Randa Haines.
En 2005, il est présent dans le film de guerre  Le Grand Raid de John Dahl, avec Benjamin Bratt, James Franco, Joseph Fiennes, Marton Csokas et Connie Nielsen (entre autres).
Entre 2018 et 2020, il incarne Lucas Ripley dans Grey's Anatomy : Station 19.

## Filmographie

### Cinéma

#### Longs métrages
- 2001 : Abschied in den Tod : Mark Penhalligan[1]
- 2002 : Un mystérieux étranger (The Outsider) de Randa Haines : Ben Yoder
- 2005 : Le Grand Raid (The Great Raid) de John Dahl : Maire Lapham
- 2013 : Thor : Le Monde des ténèbres (Thor : The Dark World) d'Alan Taylor : Le garde Einherjar (l'une des transformations de Loki)

### Télévision

#### Séries télévisées
- 1992 - 1996 / 1999 - 2000 / 2007 - 2009 : Les Voisins (Neighbours) : Daniel "Fitzy" Fitzgerald
- 1996 : La Saga des McGregor (The Man from Snowy River) : Ted
- 1998 : State Coroner : Miles Penfield
- 1998 / 2002 - 2003 : Blue Heelers : Steve Camilleri / Sergent Peter Baines
- 1999 : Les Nomades du futur (Thunderstone) : Un policier
- 2000 : Halifax f.p. : Scott Lovejoy
- 2001 : Blonde : Un acteur à une fête
- 2001 - 2003 : Grand Galop (The Saddle Club) : Max Regnery
- 2002 : Les Aventuriers du monde perdu (The Lost World) : Rixxel
- 2003 - 2006 : Le Ranch des McLeod (McLeod's Daughters) : Dave Brewer
- 2010 : Legend of the Seeker : L'épée de vérité (Legend of the Seeker) : Phillip
- 2010 : Les Experts : Manhattan (CSI : NY) : Theodore Westwick
- 2010 : Les Experts (CSI : Crime Scene Investigation) : Kyle Adams
- 2011 : Off the Map : Urgences au bout du monde (Off the Map) : Dr Jonah Simpson
- 2011 : NCIS : Enquêtes spéciales (NCIS) : Lieutenant-Commandant Geoffrey Brett
- 2011 : Rizzoli and Isles : Steve Sanner
- 2012 : Spartacus : Varinius
- 2012 : Castle : Détective Inspecteur Colin Hunt
- 2012 : Rizzoli and Isles : Steve Sanner
- 2012 : Lowtown : Kade Thompson
- 2013 - 2016 : Mistresses : Harry Davis
- 2017 : The Americans : Benjamin "Ben" Stobert
- 2017 : This Is Us : Le manager
- 2017 : Newton's Law : Callum Docker
- 2018 : The Brave : Xander Martin, le psychologue
- 2018 - 2020 : Grey's Anatomy : Station 19 (Station 19) : Lucas Ripley, chef des pompiers
- 2019 : Grey's Anatomy : Lucas Ripley, chef des pompiers
- 2020 : AJ and the Queen : Officier Peter Dembrowski
- 2021 : Arcane : Singed / Sergent Billingsworth (voix)
- 2021 : The Big Leap : Linus
- 2021 : With Intent : Jake Fallmont
- 2022 : Dynastie : Ben Carrington

#### Téléfilm
- 2001 : Abschied in den Tod de Martin Buchhorn : Mark Penhalligan